# Ernest Louis de Hesse și de Rin
Ernest Louis Charles Albert William (germană Ernst Ludwig Karl Albert Wilhelm), (25 noiembrie 1868 - 9 octombrie 1937) a fost ultimul Mare Duce de Hesse și de Rin din 1892 până în 1918.  În familie i se spunea Ernie.

## Primii ani
Ernest Louis a fost al patrulea copil și primul fiu al Marelui Duce Ludovic al IV-lea și al Prințesei Alice a Regatului Unit, fiica reginei Victoria și a Prințului Albert de Saxa-Coburg și Gotha. A fost fratele mai mare al Alexandrei de Hesse, țarină a Rusiei, soția țarului Nicolae al II-lea al Rusiei.
Când Ernest Louis avea cinci ani, fratele lui mai mic Friedrich a murit. Cei doi băieți se jucau în dormitorul mamei lor când Friedrich a căzut de la fereastra balconului. Nu a fost o distanță mare, și la început, Friedrich părea doar agitat. Cu toate acestea, el suferea de hemofilie, iar căzătura i-a provocat o hemoragie cerebrală. A intrat în stare de inconștiență și a murit.
În 1878, o epidemie de difterie i-a lovit pe toți copiii familiei, cu excepția Prințesei Elisabeta care era în vizită la bunica paternă, Elisabeta a Prusiei. La 16 noiembrie, mezina familiei, Prințesa Maria, a murit de difterie. Alice a păstrat secretă moartea Mariei față de ceilalți copii timp de câteva săptămâni, până ce Ernest Louis a cerut vești despre sora lui. Băiatul a fost copleșit de durere când mama sa i-a dezvăluit moartea lui May. Vrând să-și aline fiul, Alice l-a sărutat, deși nu avea voie să atingă bolnavii. În câteva zile, Alice s-a îmbolnăvit și ea, iar la 14 decembrie a murit de difterie. Moartea mamei lui l-a afectat pe Ernest Louis pentru tot restul vieții sale.

## Căsătorie
La 19 aprilie 1894 Ernest Louis s-a căsătorit cu verișoara lui primară, Prințesa Victoria Melita de Saxa-Coburg și Gotha ("Ducky"), la Coburg, o căsătorie încurajată de bunica lor, regina Victoria. Căsnicia nu a fost una fericită, din cauza diferențelor de temperament, cât și a presupusei lui homosexualități. Au avut doi copii:
- Prințesa Elisabeta de Hesse și de Rin (1895-1903), care a murit de febră tifoidă la vârsta de opt ani.
- Un fiu care a murit la naștere, la 25 mai 1900.

În ciuda problemelor lor conjugale, regina Victoria nu le-a îngăduit să divorțeze. După moartea reginei, au putut divorța la 21 decembrie 1901.
Ernest Louis s-a recăsătorit la Darmstadt la 2 februarie 1905, cu Prințesa Eleonore de Solms-Hohensolms-Lich cu care a avut doi fii:
- Georg Donatus, Mare Duce de Hesse (1906–1937), care s-a căsătorit cu Prințesa Cecilie a Greciei (sora Prințului Filip, Duce de Edinburgh); au avut patru copii.
- Prințul Louis de Hesse și de Rin (1908–1968), care s-a căsătorit cu Margaret Geddes; nu au avut copii.